# Condado de Floyd (Iowa)
El condado de Floyd (en inglés: Floyd County, Iowa), fundado en 1851, es uno de los 99 condados del estado estadounidense de Iowa. En el año 2000 tenía una población de 16 900 habitantes con una densidad poblacional de 13 personas por km². La sede del condado es Charles City.

## Geografía
Según la Oficina del Censo, el condado tiene un área total de 1298 km² (501,2 mi²), de la cual 1296 km² (500,4 mi²) es tierra y 2 km² (0,8 mi²) es agua.

### Condados adyacentes
- Condado de Mitchell norte
- Condado de Chickasaw este
- Condado de Butler sur
- Condado de Cerro Gordo oeste
- Condado de Howard noreste
- Condado de Bremer sureste
- Condado de Franklin suroeste

## Demografía
En el 2000 la renta per cápita promedia del condado era de $35 237, y el ingreso promedio para una familia era de $41 133. El ingreso per cápita para el condado era de $17 091. En 2000 los hombres tenían un ingreso per cápita de $30 285 contra $20 867 para las mujeres. Alrededor del 9.30% de la población estaba bajo el umbral de pobreza nacional.
| 1900   | 1910   | 1920   | 1930   | 1940   | 1950   | 1960   | 1970   | 1980   | 1990   | 2000   |
| ------ | ------ | ------ | ------ | ------ | ------ | ------ | ------ | ------ | ------ | ------ |
| 17 754 | 17 119 | 18 860 | 19 524 | 20 169 | 21 505 | 21 102 | 19 860 | 19 597 | 17 058 | 16 900 |

## Lugares

### Ciudades y pueblos
- Charles City
- Colwell
- Floyd
- Marble Rock
- Nora Springs
- Rockford
- Rudd

### Principales carreteras
- U.S. Highway 18
- U.S. Highway 218
- Carretera de Iowa 14
- Carretera de Iowa 27